# (37797) 1997 WU15
1997 WU15 (asteroide 37797) é um asteroide da cintura principal. Possui uma excentricidade de 0.05670440 e uma inclinação de 2.61818º.
Este asteroide foi descoberto no dia 23 de novembro de 1997 por Spacewatch em Kitt Peak.